# Радмила Димић
Радмила Димић била је интерпретатор српске народне музике. Она је рођена 13. јуна 1922. године у Сараорцима, Смедерево. Потиче из патријархалне и вером надахнуте српске породице. Основно и гимназијско образовање стекла је у престоници, Београду. Похађала је музичку школу на одсеку за соло певање а импостацију гласа и респираторску технику учила је код професорке Љерке Пејчић, са Академије за позориште, филм, радио и телевизију.

## Рад
Радмила Димић је своју изразито плодну певачку каријеру започела непосредно након Другог светског рата. Први јавни наступ имала је већ 6. октобра 1945. године на Радио Београду. Од 1949. године постала је солиста радио Београда, где је у живом програму певала све до 1956. године.
Са препознатљивом умешношћу и надахнућем врхунског уметника наступала је са Великим народним оркестром Радио Београда, под руководством Властимира Павловића Царевца (виолина), као и са другим познатим извођачима-инструменталистима изворне народне музике тих времена: Секстетом Душка Радетића, Мијом Крњевцем (хармоника), Јованом Јовичићем (гитара), Савом Јеремићем (фрула), Радојком и Тинетом Живковићем (хармоника), Јаником Балажем (тамбурица) и другима.
На Радио телевизији Србије је наступала од њеног оснивања, 1958. године. Била је члан Удружења естрадних уметника Србије од његовог оснивања. 
Певала је и као солиста са српским ансамблима и културно-уметничким друштвима: КУД Коло, КУД Иво Лола Рибар, КУД Бранко Крсмановић, Куд Абрашевић, Ансамбл Фрула, КУД Орце Николов, КУД Никола Тесла, КУД Ђока Павловић, КУД Полет, КУД Светозар Марковић, хор ЈНА.
Поред готово свакодневних професионалних, истицала се и по небројеним добротворним наступима, несебично се одазивајући позивима: радне акције (Пруга Шамац-Сарајево, ауто-путеви, и др.), фабрике, војска (припадници ЈНА на мировној мисији УН на Синају 1959. године), школе, болнице, даваоци крви, далека села и гдегод би се указала потреба.
Била је међу првим српским певачицама које су пропутовале свет. Кроз читаву Европу, Северну и Јужну Америку, Азију, Африку, Аустралију и Океанију - репрезентовала и прослављала је јединствено културно наслеђе своје земље. Учествовала је на многобројним фестивалима у домовини и у иностранству.
1951. године снимила је плочу под називом „Што град Смедерево“, која је доживела велики успех. У њеној интерпретацији, прослављене су песме „Ко т` покида са грла ђердане“, „Болна лежи Анђелија млада“, као и сплетови песама Србије, Војводине и Груже. Њен сплет из Груже је прославио изворну српску песму широм света.
Многе њене песме забележене су на снимцима РТБ-а, РТВ-е, ПГП-а, Југотона, Југодиска.
Певала је „Где си душо, где си рано“ у филму Славка Воркапића „Ханка“ 1955.
За песму „Кишо тихо падај“ добила је сребрну и златну плочу "Југотона“.

## Признања
За свој рад на естрадном пољу добила је и многобројна признања, награде и одликовања:
- Низ захвалница
- Златну значку „Црвеног Крста“
- Пехар „Царевац“
- Спомен плакету града Београда
- Плакету Радио Београда за најбољег певача 1968. године
- Орден рада са сребрним венцем од Председника Републике

## Сачувани записи
- А што ти је мила кћери
- Ај, Невене вене крај горе зелене
- Ајд` идемо Радо...
- Аџина фато, изађи на врата
- Бел пелине
- Болна лежи, Анђелија млада
- Ветар душе, ал-катмер мирише
- Гора зелени
- Да зна зора
- Двоје су се заволели млади
- Дођи драги довече на прело (у село)
- Долетеше лани голубови
- Запевала булбул птица
- Зарасле су стазе ове
- Зелен боре ватром изгорео
- Зоруле, зоруле пусто не свани
- Има дана када не знам шта да радим
- Ја погледа преко кола
- Јечам жела гружанка девојка
- Киша пада трава расте
- Кишо тихо падај (Веља Животић)
- Ко т` покида са грла ђердане
- Ко ти купи Фато белензухе
- Колико те драги волим
- ЛИваде су процветале
- Ливадица, около јасење
- Лов Ловио момак млад
- Мој дилбере рођо моја
- Моја мати ћилим тка
- Нит` ја дремам, нит` ја спавам
- Обраше се виногради
- Овце чува Мара крај Мораве
- Ој девојко мала да ти колан купи...
- Ој јаворе, јаворе...
- Ој Јелена...
- Ој Јело, о Јелице
- Ој ливадо, росна траво
- Ој моја ружа румена
- Ој Орашје дуго и широко
- Омера вода занела
- По брдима купине сам брала
- По градини месечина сија мека
- По месечини крај шимшира
- Под оном гором зеленом
- Под пенџером процветала ружа
- Поји Миле волове на реци
- Поранио Милорад
- Прела Мара
- Расло ми дрво Јаворово
- Расла ми је, расла
- Румена ми ружа
- С оне стране Мораве
- Све ливада, нигде лада нема
- Све пева двоје и двоје
- Све птичице запевале
- Синоћ ми драги долази
- Ситна киша росила
- Сјај месече вечерас
- Сплет народних песама из Војводине са поскоцима
- Сплет народних песама из Груже
- Сплет народних песама из Србије
- Сунце Јарко
- Танко, Танко, Танкосава
- Тешко ми је заборавит тебе
- Три девојке збор збориле
- Три дјевојке, три јаглука везле
- Три јабуке и полак
- Цветала ми ружа
- Циганке прекрасна кћер
- Цура бере плав јоргован
- Чувам овце све по доловима
- Чувам овце у ливади сама
- Што ти је Стано, Мори
- Што град Смедерево